# سونگیوان، گوانگدونگ
سونگیوان، گوانگدونگ (به لاتین: Songyuan) یک شهرک در جمهوری خلق چین است که در میشیان واقع شده‌است. سونگیوان ۱۴۹٫۵ کیلومتر مربع مساحت و ۴۲٬۰۰۰ نفر جمعیت دارد.